# Короп звичайний
Ко́роп звича́йний (Cyprinus carpio) — поширена прісноводна промислова риба родини коропових. Зазвичай характеризується як вид-вселенець, що походить з Азії. Інтродукований до багатьох районів світу, вдало натуралізувався в водоймах Європи. Одомашнена форма цієї риби є одною з найпоширеніших промислових риб в рибних господарствах помірного поясу, декоративною формою одомашненого коропа є парчевий короп.
Натуралізовані у «диких» водоймах коропи мають певні зовнішні відмінності від «ставкових» форм коропа, через це у деяких регіонах України прижилась запозичена з російської традиції назва для здичавілих форм — сазан (рос. Сазан, тур. Sazan).

## Характеристика

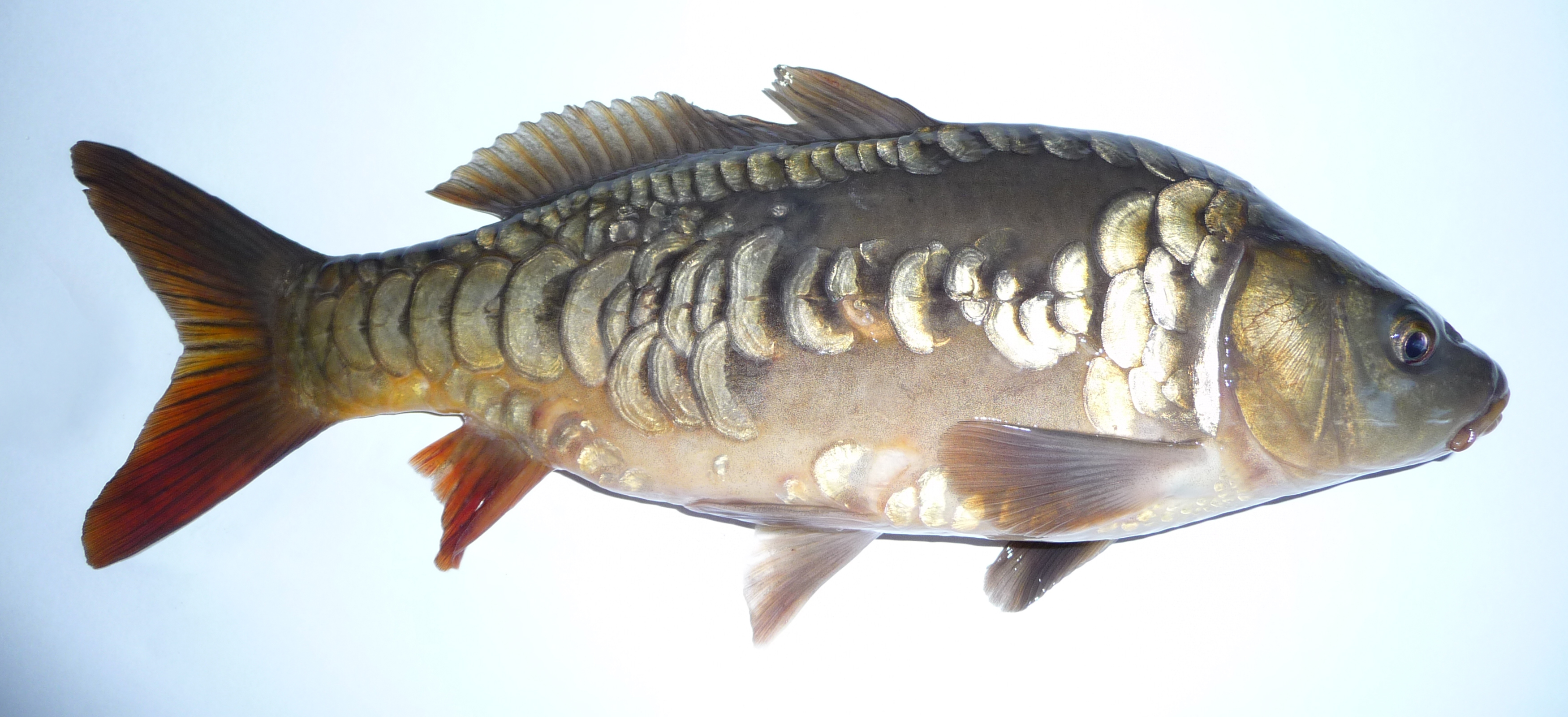
Дзеркальний короп.

Довжина тіла коропа — до 1 м, жива маса може сягати понад 20 кг. Найбільші особини сягають понад 45 кг (поточний на 2016 рік світовий рекорд — 48 кг). Відомі гігантські коропи, що сягають 120 та більше кілограмів, належать до інших видів, що мешкають у країнах Південно-Східної Азії.
Тіло товсте, спина широка. Плавці — від світло-коричневого та червоного до чорного кольору. Луска може бути різних розмірів та кольору. Є різновиди лише частково вкриті лускою (дзеркальний короп), або зовсім без луски.
Короп досягає статевої зрілості на 3-5-му році життя. Нерест у травні за температури води +17 °C. Плодючість сягає понад 800 тис. ікринок, які відкладаються в неглибоких ділянках на трав'янисті рослини.
Мальки живляться інфузоріями, дрібними ракоподібними, згодом — личинками комах, червами, молюсками, рідко рослинами; дорослі коропи — всеїдні.

## Таксономія
Вид містить два підвиди:
- Cyprinus carpio carpio — поширений у Східній Європі (басейни Дунаю і Волги).[2][3]
- Cyprinus carpio haematopterus — поширений у східній Азії, басейн Амуру.[3][4]

Іноді як підвид розглядають Cyprinus rubrofuscus, що поширений у південно-східній Азії.
Короп звичайний є близьким до золотої рибки (Carassius auratus), з якою здатен утворювати гібриди.

## Розведення (аквакультура)
Короп — один з основних об'єктів тепловодної аквакультури.
В Україні виведено дві породи: український лускатий і український рамчатий коропи та 3 типи в межах порід: український лускатий нивківський, український лускатий любінський та український рамчатий любінський.
Короп — плодюча й швидкоросла риба, яка має добрі смакові якості. Вихід м'яса у дворічок коропа в середньому становить 47%. М'ясо містить значну кількість білків (до 16 −17%), за кількістю жирів (10-11%) належить до жирної риби. Засвоюється м'ясо коропа організмом людини на 92-93%.
У кліматичних умовах України статевозрілим стає у південних районах на третьому-четвертому роках життя, у Поліссі — Лісостепу — на четвертому-п'ятому. Самці дозрівають на рік раніше самиць. Плідники найпродуктивніші у віці від 6 до 9-11 років, після чого їх вибраковують. Плодючість коропа здебільшого становить від 600 тис. до понад 1,5 млн ікринок. Від однієї самиці в умовах природного нересту вдається одержувати в середньому до 200 тис. і більше 3-4-добових личинок. В природних умовах нерест коропа відбувається за температури води +17 - 20˚С на прибережних ділянках водойм, вкритих м'якою лучною рослинністю, яка використовується ним як субстрат для інкубації клейких ікринок.
Короп має значну трофічну пластичність (здатність за відсутності звичного корму переключатись на новий корм). На ранніх етапах розвитку живиться зоопланктоном. У перші дні мальки споживають дрібні його форми (коловертки, моїни), а надалі переходять на споживання більших форм зоопланктону (дафнії, церіодафнії, циклопи тощо). В кінці вегетаційного сезону на першому році життя переходить на споживання організмів зообентосу, у старших вікові груп коропа в живленні переважають організми зообентосу (личинки хірономід, олігохети, молюски). За їх дефіциту він переходить на живлення іншими гідробіонтами, в тому числі великими формами зоопланктону, макрофітами, а також детритом; добре пристосований до поїдання комбікорму та зерна хлібних злаків.
Короп добре росте за нейтральної або слабколужної реакції середовища з показниками pH води 7-8. Кисле середовище — (pH 5,5 одиниць і нижче) пригнічує його життєдіяльність, в організмі риб спостерігаються порушення обміну речовин. Підвищення показника pH води до понад 9 одиниць також згубне для даного виду риб.
Вміст розчиненого у воді кисню для нормального росту й розвитку коропа за температури води +20-30°С має бути не меншим 4-5 мг/л (оптимальні величини — в межах 6-8 мг/л). Зниження концентрації розчиненого у воді кисню до 2 мг/л і нижче небезпечне, а до 0,5 мг/л — згубне для риби.
Потенційні можливості росту у коропа досить високі. За сприятливих умов утримання короп може досягати маси від 1,0-1,5 кг на першому році життя до 2-3 кг на другому. Для ставових рибних господарств, розташованих в різних фізико-географічних зонах України, встановлений для товарного коропа наступний стандарт за масою: для Полісся — 350–400 г, для Лісостепу — 400–450 г, для Степу — 450–500 г. Для цьоголіток стандарт маси становить — 25-30 г.

## Значення

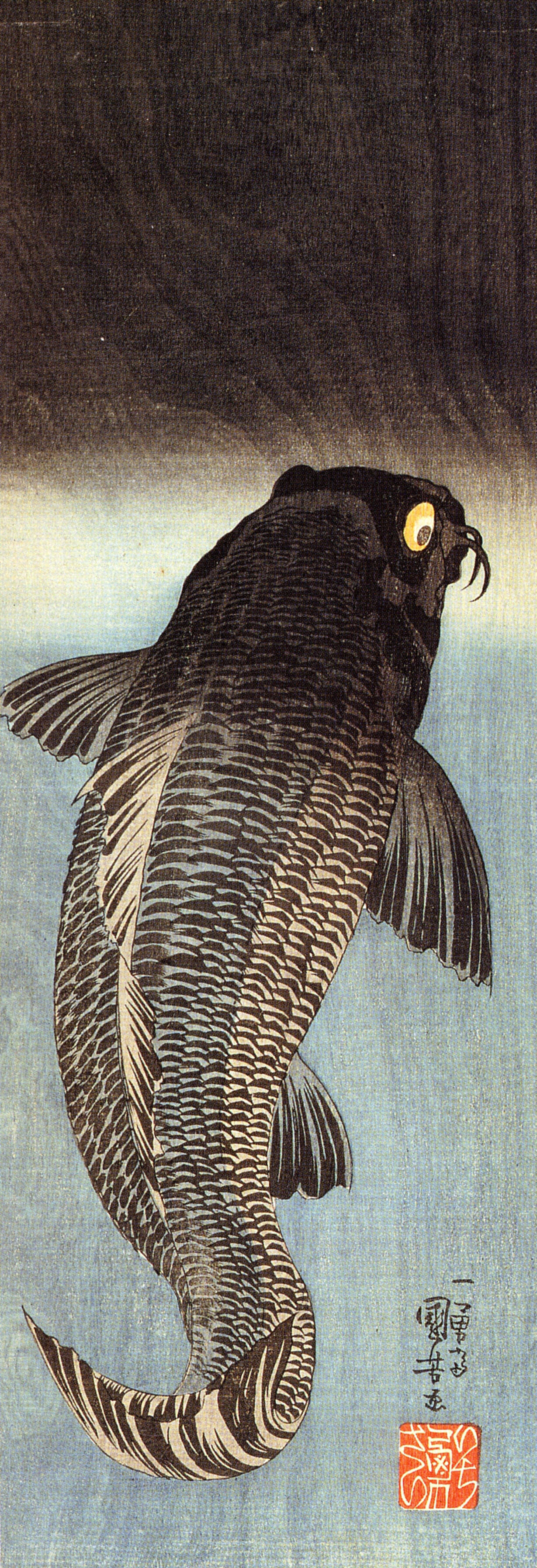
Кунійосі Утагава (1797—1861) — чорний короп.

Коропів розводять майже у всіх країнах Європи, в Японії, Китаї, Кореї, США тощо. Однак якщо у Східній Європі та Азії коропа цінують за смакові та поживні властивості його м'яса, то в Західній Європі, США, Австралії коропа вважають за сміттєву рибу, і якщо й розводять, то винятково для спортивного рибальства.
В Японію короп потрапив з Китаю із буддистськими монахами. У японських гірських ставках короп настільки добре прижився, що протягом століть рятував життя селянам у голодні роки. Через це, а також через свою красу та силу короп став одним з японських символів. В Японії зображення коропа є одним з найпопулярніших на татуюваннях.

### Ловля коропа

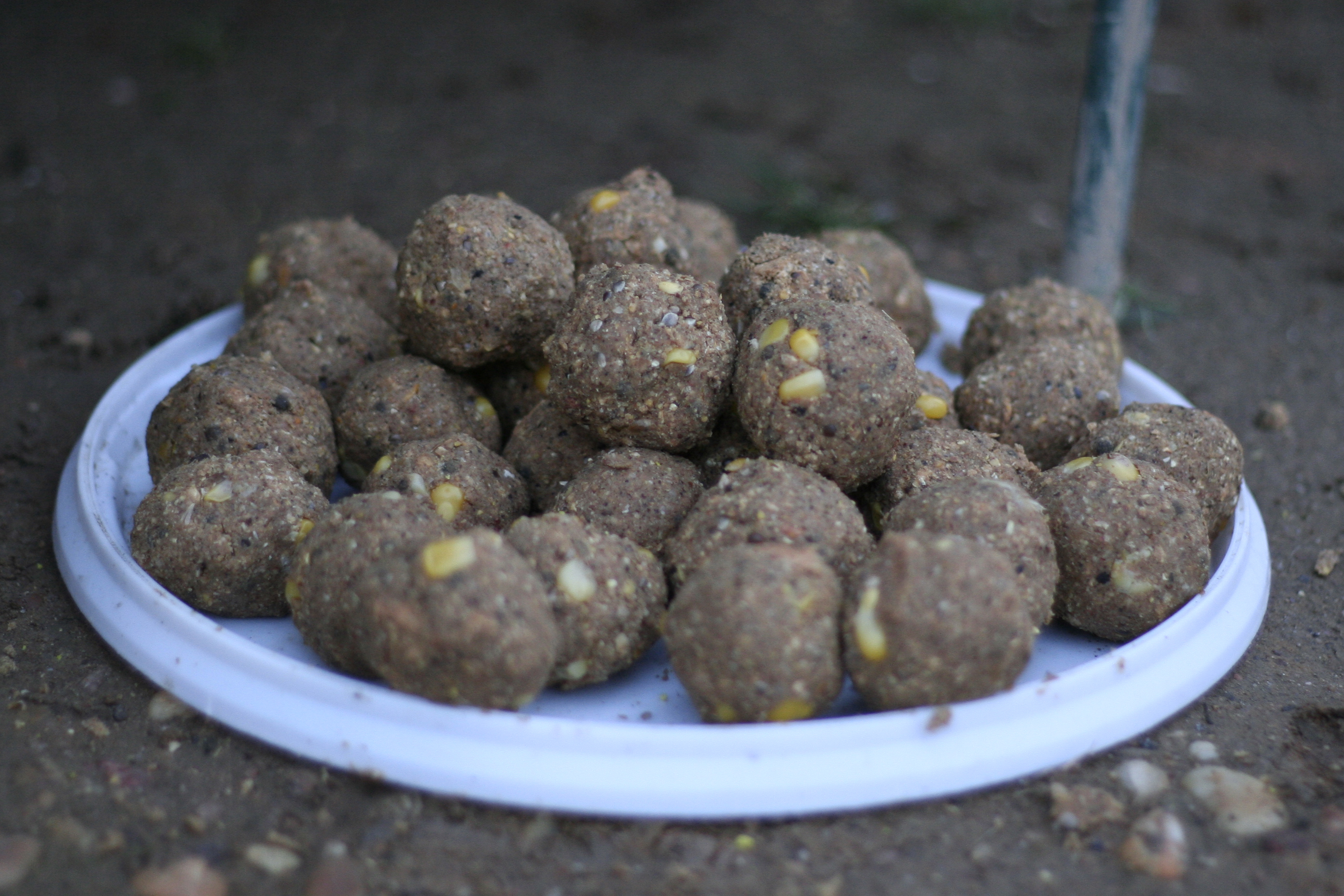
Бойли — варені ароматні кульки, популярна насадка для ловлі коропа.

Короп є однією з найпривабливіших риб для аматорського та спортивного рибальства. Через його розповсюдженість, солідні розміри, хитрість та неабиякі фізичну силу та волю до життя ловля коропа часто розглядається окремо від іншої риболовлі, і риболовне оснащення навіть поділяють на коропове і решту. Снасті для ловлі коропа мають бути особливо міцними, але і тонкими. Ловлять коропа на злакові, горох, кукурудзу, картоплю, бойли, тваринні наживки та штучні насадки. Виготовлення та продаж коропових снастей, насадок, принад, аксесуарів є потужною сучасною індустрією.
В Україні у більшості великих ставів та рибгоспів, що знаходяться у приватній оренді, за певну платню дозволяють ловити коропа та деяких інших риб (білого амура, товстолоба тощо). Іноді у ці стави спеціально запускають великих, «трофейних» коропів. Спортивна коропова ловля поділяє принцип «спіймав — відпусти» (англ. Catch and release).

### Декоративний короп
На початку XIX сторіччя в Японії почали цілеспрямовані селективні роботи у напрямку виведення кольорових коропів. Тепер японські кольорові коропи — парчеві коропи або короп коі — є предметом колекціонування в усьому світі.